# Obol zmarłych

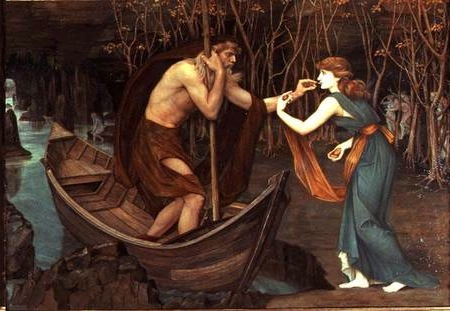
Charon i Psyche w prerafaelickiej wizji Johna Roddama Spencera Stanhope’a (1883)

Obol zmarłych (obol Charona) – w starożytnych wierzeniach symboliczna moneta stanowiąca formę zapłaty za usługę dla duszy zmarłego przebywającej w zaświatach.

## Historia
Według mitologii greckiej Charon przewoził dusze zmarłych swą łodzią przez podziemną rzekę Styks do Hadesu. Obrządek pogrzebowy związany z tym wierzeniem nakazywał żywym wsunięcie zmarłemu do ust lub do ręki obola bądź innego drobnego pieniążka, aby mógł się on opłacić przewoźnikowi za przeprawę.
We wczesnym średniowieczu wyposażanie zmarłego w monetę widoczne było na cmentarzach rzędowych u ludów pogańskich, skandynawskich wikingów i Finów. Zwyczaj ten odżywał również na terenach świeżo schrystianizowanych, jak Polska, Czechy, Morawy, Węgry. W Polsce jako najwcześniejsze obole zmarłych spotykane są denary i dirhemy arabskie z przełomu X/XI wieku odnajdywane w grobach zakładanych na osi północ-południe na cmentarzyskach wikingów w Kałdusie i Bodzi.
Na podstawie takich elementów kultury, jak obole wkładane zmarłym do ust czy też pochówki w kamiennej obstawie lub sarkofagu, 
toczą się w nauce przypuszczenia o przynależności etnicznej zmarłego.